# مأمون عبد القيوم
مأمون عبد القيوم (بالديفيهي: މައުމޫނު އަބްދުލް ގައްޔޫމް)؛ (29 ديسمبر 1937 -)،هو الرئيس الثالث لجزر المالديف (1978-2008) ، وذلك بعد أن شغل منصب وزير النقل، تم ترشيحه رئيسا من قبل المجلس (البرلمان) في عام 1978. هزم عبد القيوم في الانتخابات الرئاسية أكتوبر 2008. في المقابل واصل ليكون بمثابة زعيم حزب الشعب الديفهي (DRP) حتى يناير 2010، وعندها تقاعد من السياسة. ومع ذلك في سبتمبر 2011، عاد إلى السياسة كزعيم لحزب المالديف التقدمي (PPM) التي شكل حديثا في جزر المالديف.

## روابط خارجية
- مأمون عبد القيوم على موقع الموسوعة البريطانية (الإنجليزية)
- مأمون عبد القيوم على موقع مونزينجر (الألمانية)